# Державна премія УРСР імені Тараса Шевченка — лауреати 1975 року
Державні премії УРСР імені Тараса Шевченка в галузі літератури, мистецтв і архітектури 1975 року були присуджені спільною Постановою Центрального Комітету Компартії України і Ради Міністрів Української РСР № 122 від 6 березня 1975 р. за поданням Комітету по Державних преміях Української РСР імені Т. Г. Шевченка.

## Список кандидатів
Комітет по Державних преміях Української РСР імені Т. Г. Шевченка в галузі літератури, журналістики, мистецтва і архітектури при Раді Міністрів Української РСР допустив до участі в конкурсі на здобуття Державних премій Української РСР імені Т. Г. Шевченка в 1979 році такі кандидатури (лауреати виділені):
| Галузь                           | Кандидат | Обґрунтування | Хто висунув |
| -------------------------------- | --- | --- | --- |
| Література                       | Бедзик Юрій Дмитрович | роман «Блакить» | Київська організація Спілки письменників України |
| Література                       | Гончаренко Іван Іванович | збірка поезій «Обеліски» | Видавництво «Радянський письменник» |
| Література                       | Гуріненко Петро Володимирович | роман «Життя одне» | Київська організація Спілки письменників України Видавництво «Радянський письменник»                                                                             |
| Література                       | Дмитерко Любомир Дмитрович | збірка поезій «Крилатий кінь» | Спілка письменників України |
| Література                       | Дрозд Володимир Григорович | роман «Ювеналій Мельников» | Київська організація Спілки письменників України |
| Література                       | Собко Вадим Миколайович | роман «Лихобор» | Спілка письменників України Київська організація Спілки письменників України Видавництво «Радянський письменник» Київський авіаційний завод Видавництво «Дніпро» |
| Образотворче мистецтво           | Голембієвська Тетяна Миколаївна | картина «Безсмертя» (1973) | Спілка художників України |
| Образотворче мистецтво           | Ковальов Олександр Олександрович | скульптурні портрети наших сучасників (Д. С. Коротченка, М. Т. Рильського, В. П. Філатова)                                                        | Спілка художників України Міністерство культури Української РСР Редакція журналу «Образотворче мистецтво» Київський завод «Більшовик»                            |
| Музика                           | | | |
| Білаш Олександр Іванович         | пісні «Ленінова весна», «Моя Батьківщина», «Пісня звитяжців», «Пісня червоних вершників», «Істина», «Я жил в такие времена», створені в 1971—1974 роках | Спілка композиторів України Комсомольський штаб Всесоюзного ударного комсомольського будівництва стану «3600» на заводі «Азовсталь» міста Жданова | |
| Філіпенко Аркадій Дмитрович      | пісні «Чарівна Батьківщино моя», «Славлю свою Батьківщину», «Прославим слово Леніна» та збірники пісень для дітей дошкільного віку «В нашому садочку», «Співають малюки»                                                                                                   | Спілка композиторів України | |
| Оперно-театральне мистецтво      | Коломієць Олексій Федотович — драматург Лизогуб Володимир Сергійович — режисер-постановник Лідер Данило Данилович — художник | вистава «Голубі олені» в Київському академічному драматичному театрі імені Івана Франка                                                           | Міністерство культури Української РСР Київський завод «Ленінська кузня»                                                                                          |
| Концертно-виконавська діяльність | Тріо бандуристок: Голенко Майя Федорівна Гриценко Тамара Олександрівна Писаренко Ніна Дмитрівна | концертна програма 1973—1974 рр. | Редакція журналу «Україна» |
| Кінематографія                   | Бєляєв Володимир Павлович — автор сценарію Ісаков Валерій Трохимович — режисер-постановник Дворжецький Владислав Вацлавович — виконавець ролі Ярослава Гайдая Заклунна Валерія Гавриїлівна — виконавиця ролі Стефи Щербаков Віктор Геннадійович — виконавець ролі Буй-Тура | художній фільм «До останньої хвилини» Одеської кіностудії художніх фільмів                                                                        | Державний комітет Ради Міністрів УРСР по кінематографії Спілка кінематографістів України                                                                         |
| Кінематографія                   | Слісаренко Анатолій Олексійович — режисер-постановник | хроніко-документальні фільми «Ми — радянські», «Роменська мадонна» Української студії хронікально-документальних фільмів                          | Державний комітет Ради Міністрів УРСР по кінематографії Спілка кінематографістів України                                                                         |
| Архітектура                      | Архітектори, керівники проекту: Єлізаров Віктор Дмитрович Іванов Ігор Миколайович Дурново Геннадій Григорович — архітектор Жоголь Людмила Євгенівна — художник Слобода Володимир Костянтинович — конструктор                                                               | готель «Київ» у місті Києві | Державний комітет Ради Міністрів УРСР у справі будівництва Київська організація Спілки архітекторів України                                                      |